# 落成検査
落成検査（らくせいけんさ）とは、新設検査とも呼ばれ、新規に開設する各種設備に対し、法令に基づき設置工事の完成後に監督官庁が行う設備の検査である。
「落成検査」のほか、「竣工検査」という用語を用いる例もある。以下、法令・規則中で「落成検査」という用語は電波法のほか、労働安全衛生法に基づく安全規則中で用例がある。
- 無線局 - 電波法第10条に基づき総務大臣が行う無線設備等の検査。その概要は次節以降に記す。
- 特定機械 - 特に危険な作業を必要とする機械等として、労働安全衛生法第37条に基づき同法別表第一に定める特定機械は同第38条第3項の規定により、設置工事完成後に落成検査を要するものがある。以下に例示する。
  - ボイラーおよび第一種圧力容器[注 1][1][2] - ボイラー及び圧力容器安全規則第14条に基づき設置工事完了後に所轄労働基準監督署長が実施する。
  - クレーン（移動式を除く）およびデリック - 一定以上の吊り上げ能力を持つクレーン・デリックについて[注 2]、クレーン等安全規則第175条により構造、機能などの各種検査や過荷重試験、安定性試験を実施する[3]。1 t以上のエレベーターおよびガイドレール（昇降路）が 18 m以上で積載荷重0.25 t以上の建設用リフトも同様である。なおゴンドラもゴンドラ安全規則に則り所轄労働基準監督署長の使用検査を行う[注 3]。なお移動式クレーンは製造完了時において同等の検査を実施し、その検査済である印のある明細書を添えて所轄労働基準監督署長あてに届け出る[3]。

## 無線局の落成検査の概要
無線局の免許申請者は、予備免許を与えられた後に工事を行い、落成すると落成届を提出して落成検査を受ける。落成検査に合格すれば免許を与えられ（電波法第12条）、無線局免許状を交付される（電波法第14条）。
ただし、軽微な変更については、変更後に遅滞無く届け出ればよい（電波法第9条第1項ただし書及び第2項、電波法施行規則第10条第1項、同規則別表第1号の3）。
また、適合表示無線設備のみを使用する無線局、遭難自動通報局、特定実験試験局など簡易な免許手続が適用される無線局（無線局免許手続規則第15条の4から第15条の6）については、上記の手続きが省略されて免許が与えられる。
免許が与えられるまで無線局を運用してはならない。
落成検査は総合通信局（沖縄総合通信事務所を含む。）の職員が実施するのが原則であるが、登録検査等事業者等による点検を行い、点検実施報告書を落成届に添付して提出することにより、検査の一部が省略されて書類の審査の方法のみによって検査が行われる（電波法第10条第2項、電波法施行規則第41条の6）。
落成検査の手数料は電波法関係手数料令第3条による。
なお、登録検査等事業者等の点検の手数料は電波法関係手数料令に規定されていない（事業者の任意）。
検査結果は無線局検査結果通知書で通知され、合格であれば同時に無線局免許状が交付される。